# Scopula argentidisca
Scopula argentidisca är en fjärilsart som beskrevs av W. Warren 1902. Scopula argentidisca ingår i släktet Scopula och familjen mätare. Inga underarter finns listade.